# Tacfarinas
Pour les articles homonymes, voir Tacfarinas (homonymie).
Tacfarinas (Forme latinisée du berbère Takfar-ines signifiant "L'honneur à lui" ou "Son honneur" ou encore du berbère Tafkrin ou Tikfarin) est un ancien soldat romain, auxiliaire d'origine berbère, déserteur, puis chef de guerre de la première moitié du Ier siècle apr. J.-C., révolté contre l'Empire romain sous le règne de l'empereur Tibère pendant sept ans. À la tête d'une armée formée principalement des tribus berbères issues des Musulamii et des Garamantes qu'il parvient à soulever en 17 apr. J.-C., il tint en échec pendant 7 ans les légions romaines stationnées en Afrique et déstabilisa la province pendant une très longue période, grâce à une stratégie de guérilla et de raids éclairs menés depuis les marges désertiques de l'Afrique romaine. Il meurt en Maurétanie, au cours d'une bataille contre les forces du proconsul d'Afrique Publius Cornelius Dolabella en 24 apr. J.-C.

## Biographie

### Origines
Tacfarinas naît à Thubursicu Numidarum (actuelle Khemissa, en Algérie), au sud de l'actuelle Souk Ahras, en Algérie (alors appelée Thagaste). Peu de choses sont connues sur la famille, ou la jeunesse de Tacfarinas, sauf qu'il était originaire d'une tribu berbère, apparemment ni membre d'une famille royale, ni noble de naissance. Lorsqu'il atteint l'âge de s'enrôler, il intègre les rangs des auxiliaires romains au sein de la légion stationnée en Afrique. Ce recrutement est là-aussi faiblement documenté, on ne sait ainsi pas s'il fut volontaire ou contraint. On ne sait pas non plus s'il intègre un régiment de cavalerie ou d'infanterie. Selon Tacite, il sert plusieurs années.
Bien que les motivations personnelles de Tacfarinas nous soient inconnues, il est probable que l'occupation romaine sous Auguste des pâturages traditionnels des Musulames, un peuple berbère, la construction de routes à travers cet espace, et l'interdiction d'accès de ces derniers fut un facteur déterminant dans l'ouverture de la désertion de Tacfarinas et de l'insurrection qu'il organise. Tacfarinas, révolté contre l'Empire romain sous le règne de l'empereur Tibère pendant sept ans, avant de finir tué lors d'un siège à Auzea, actuelle Sour El Ghozlane en Algérie.

### Insurrection contre la domination romaine
Tacfarinas est surtout connu pour la guerre qu'il mena contre Rome, et qui dura environ 7 ans (de 17 à 24 apr. J.-C.). Cette insurrection nécessita l'envoi de quatre proconsuls (gouverneurs) successifs de la province d'Afrique (en actuelle Tunisie). Cette petite partie de l'empire était de fait économiquement importante pour l'Empire romain, car source d'une substantielle partie de l'approvisionnement en céréales de Rome. En 24, après une longue poursuite entre les armées romaines et l'armée insurgée, il est contraint de s'enfermer dans un fortin à Auzea. Il y meurt lors d'une attaque surprise menée au matin par les légions ayant avancé camouflée par la nuit et la forêt.
Malgré cette révolte, l'armée de Tacfarinas, peu équipée, peu entraînée, faisant face à la logistique et à l'armée professionnelle de Rome, ne put jamais embrasser un réel espoir de contraindre la puissance romaine à quitter la région, ni même conclure à son avantage une bataille décisive. L'essentiel de cette insurrection est constituée de raids, razzias, pillages, sous un régime qu'on peut qualifier de « guérilla », afin de perturber l'économie de production céréalière de la province et de mettre à mal l'appareil économique romain, dans l'espoir qu'une crise frumentaire serait à terme à l'origine d'un désordre civil à Rome même.
À la suite de la reprise de contrôle de la région par Rome, l'ensemble du plateau tunisien est converti en 29-30 apr. J.-C. par Rome en zone de production de blé, désormais soumis à l'impôt foncier, grâce au déplacement forcé des zones de pâtures traditionnelles des Musulames vers les massifs montagneux de l'Aurès. À terme, on suppose d'ailleurs que l'insurrection et sa réduction par la force fut à l'origine du choix de l'empereur Claude d'annexer le royaume client voisin de Maurétanie.

### Sources sur sa vie

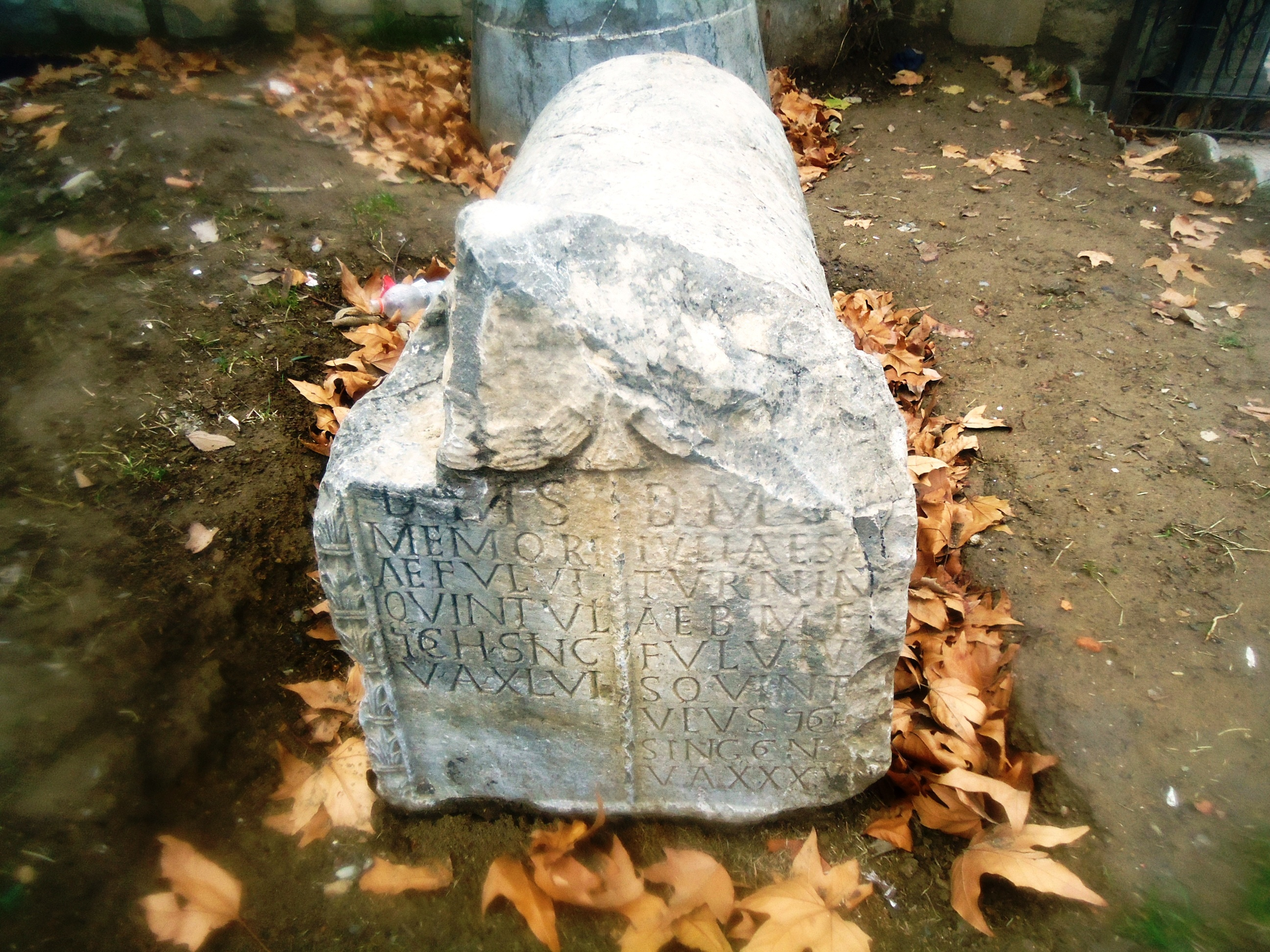
Inscription en latin sur pierre. Vestige datant de l'époque romaine à Auzia.(Sour El Ghozlane).

À l'exception de quelques rares mentions chez des auteurs mineurs ou fragmentaires, la vie de Tacfarinas et surtout sa guerre ne sont documentées que dans les Annales de Tacite, ouvrage rédigé vers 98 de notre ère. Tacite en fait d'ailleurs un récit assez détaillé, sans qu'il soit cependant possible d'évaluer le degré d'exactitude de son récit. Tacite était de fait fasciné par la personnalité de Tibère et sa psychologie, qu'il considérait comme l'incarnation d'un tyran ; la révolte berbère, larvée sur le long terme, consistant ainsi pour l'auteur la preuve de la faiblesse du successeur d'Auguste. Tacite relate à ce titre l'explosion de fureur qui frappa Tibère quand celui-ci reçut les conditions de Tacfarinas pour établir la paix, non seulement du fait de l'exaspération qui était la sienne face au conflit, mais aussi car Tacfarinas, non-noble, issu du commun, s'adressait à lui comme à un pair. Tacite insiste sur l'humiliation qui semble avoir étreint Tibère dans ce contexte, lui qui était issu de la gens Claudia, un patricien, régnant sur un empire considérable.
Ces éléments conduisent Charles Richard Whittaker à formuler un certain nombre de doutes sur la menace que constituait en réalité la révolte de Tacfarinas. Tacite aurait ainsi exagéré l'importance du conflit pour créer un effet dramatique autour de l'incapacité de Tibère à régler la situation. L'incapacité de Tacfarinas à mettre en place le moindre siège réussi, ainsi que le fait que trois des proconsuls envoyés furent décorés des honneurs triomphaux, impliquant la mort d'au moins 5 000 insurgés à chaque mission, plaident pour cette interprétation générale.

## Contexte

### Une région partiellement sédentarisée
À l'époque romaine, les populations d'Afrique du nord (actuelle Libye, Tunisie, Algérie et le Maroc) pratiquent un agropastoralisme semi-nomade, parfois sédentarisées, ancêtres plus ou moins direct sur le plan linguistique et ethnique des berbères actuels. Les Romains appelaient ces peuples, de l'est à l'ouest, Libyens anciens, Afridi (en Tunisie, d'où provient probablement le nom Afrique), Numides (à l'est de l'Algérie) et Maurii (à l'ouest de l'Algérie, et du Maroc), dont dérive le nom maures. Le nord des montagnes de l'Atlas offre des conditions géomorphologiques et climatiques optimales pour la culture céréalières et pour l'élevage. Les berbères vivant dans la zone fertile étaient en grande partie sédentaires.
Les franges méridionales de l'Afrique Romaine constituent un espace plus marginal, dans lequel les populations s'organisent majoritairement autour d'un semi-nomadisme pastoral, fondé sur la transhumance et la migration périodique de pâtures en estives, sur des espaces ne connaissant pas de réseau urbain. Leurs principales zones de déplacement sont le plateau central tunisien, les montagnes de l'Aurès, les lacs salés ou Chott au sud. Parmi les principales tribus nomades, on compte les Gétules, les Musulames et Garamantes, ainsi que des éléments nomades issus des maurii.

### Les populations nomades face à l'expansion romaine

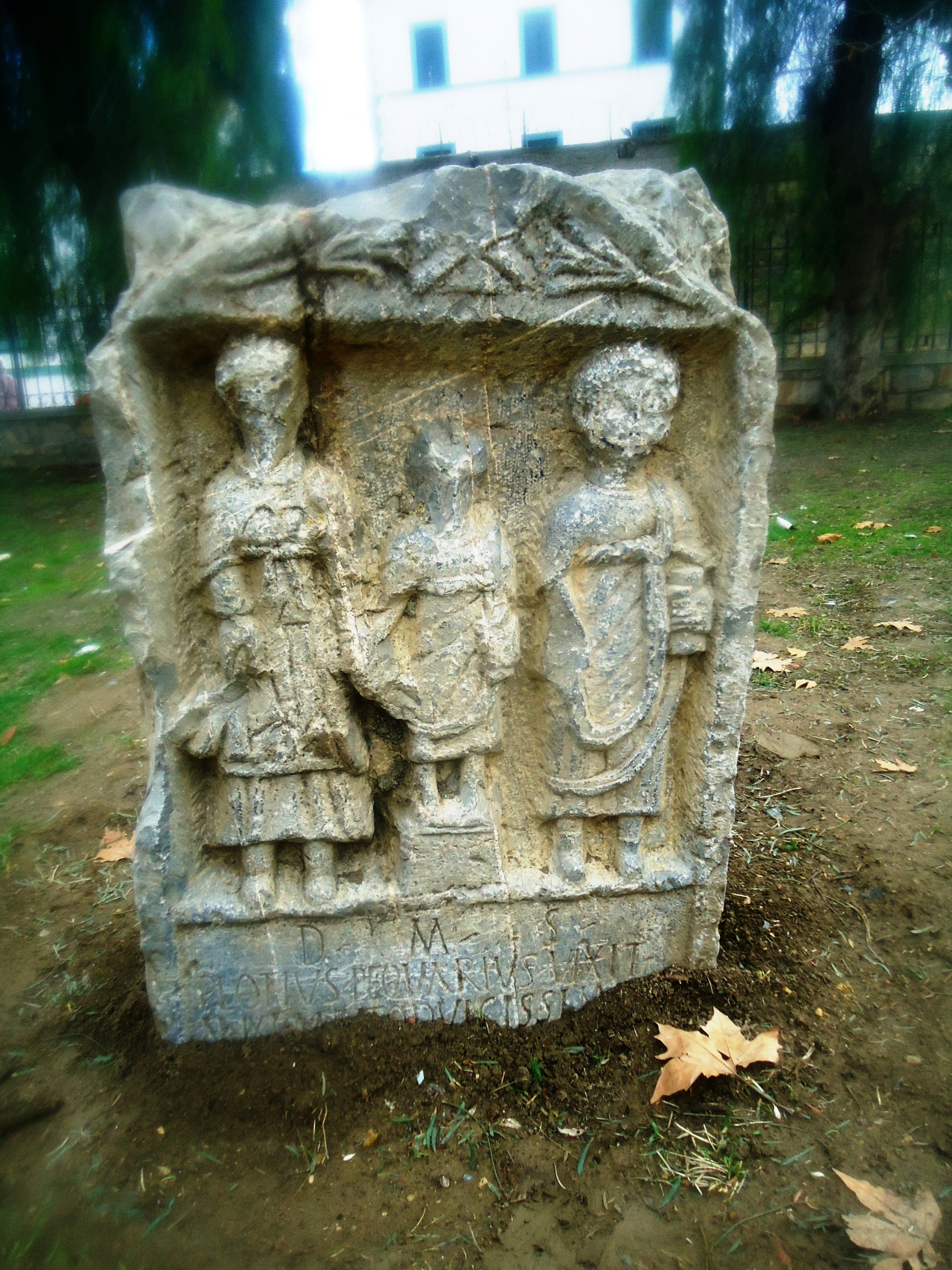

Le plateau tunisien est également à l'époque la région traditionnelle de pâturage d'été des troupeaux conduits par les populations Musulames et Gétules, toutes semi-nomades. La progression romaine dans cette région et l'occupation des sols fut rapidement la source d'un conflit prolongé entre les nomades et Rome pendant le règne d'Auguste. À plusieurs reprises, Rome mène des expéditions militaires dans la région, sous l'égide et le commandement des proconsuls d'Afrique, notamment en 21 av. J.-C., 19 av. J.-C., 15 av. J.-C, 3 et 6 apr. J.-C., dont la célèbre campagne victorieuse de Lucius Cornelius Balbus Minor, qui lui vaut un triomphe à Rome en 20 av. J.-C. (il est à ce titre le dernier simple citoyen à obtenir le triomphe). Après ces expéditions de pacification, le conflit latent se transforme en guérilla chronique. C'est dans ce contexte que Tacfarinas nait et grandit, probablement entre 20 et 10 avant notre ère.
Si un certain nombre de populations tribales sont hostiles à Rome, certaines, au contraire, en tant que peuple fédéré, vont faire le choix de jouer la carte de l'intégration et de la coopération avec Rome. Une grande partie de ces élites indigènes va en réalité choisir de s'engager dans l'armée romaine, en tant qu'auxiliaire, afin d'y obtenir la citoyenneté, les droits afférents à celle-ci, et une terre en sortie de service. D'après Philippe Richardot, qui estime que 93% des soldats de la IIIe légion Auguste étaient d'origine berbère, les Maures ont ainsi davantage mis leurs qualités combattantes au service de Rome qu'ils ne l'ont combattue. Il y a donc toujours eu des indigènes dans l'armée romaine, auxiliaires d'abord, puis légionnaires, à la fin du IIe siècle de notre ère.
L'armée prévoyait en effet une carrière bien rémunérée, elle permettait de satisfaire d'une certaine façon les traditions guerrières des aristocraties des tribus berbères, ainsi qu'elle permettait de faire démonstration de ses spécialités dans des corps auxiliaires. À ce titre, on peut évoquer la cavalerie numide (Equites Numidarum ou Maurorum), qui a joué un rôle de premier plan dans les armées romaines depuis la seconde guerre Punique et qui était considérée comme la meilleure cavalerie légère du monde romain. Le cavalier numide était très mobile, petit mais agile et sans bride, selle ou étriers, retenant sa monture par une corde lâche autour du cou et la dirigeant par des mouvements de jambes et des commandes vocales. Légèrement vêtu, il était protégé par un petit bouclier en cuir rond. Son armement consistait en plusieurs javelots,. Exceptionnellement rapide et manœuvrable, la cavalerie numide harcèlerait l'ennemi par des attaques répétées, distribuant à chaque passage des volées de javelots, puis se dispersant et reculant plus vite que n'importe quelle cavalerie adverse pouvait poursuivre. Ils étaient parfaitement adaptés aux rôles d'éclaireur, au harcèlement, à l'embuscade et à la poursuite. Les soldats à pied mobiles étaient également principalement des infanteries légères, s'appuyant sur la vitesse et la maniabilité. Cependant, les piétons numides et les guerriers montés étaient vulnérables dans et contre des formations rapprochées, étroites, comme celles en vigueur dans l'armée romaine.

## Conflit avec Rome

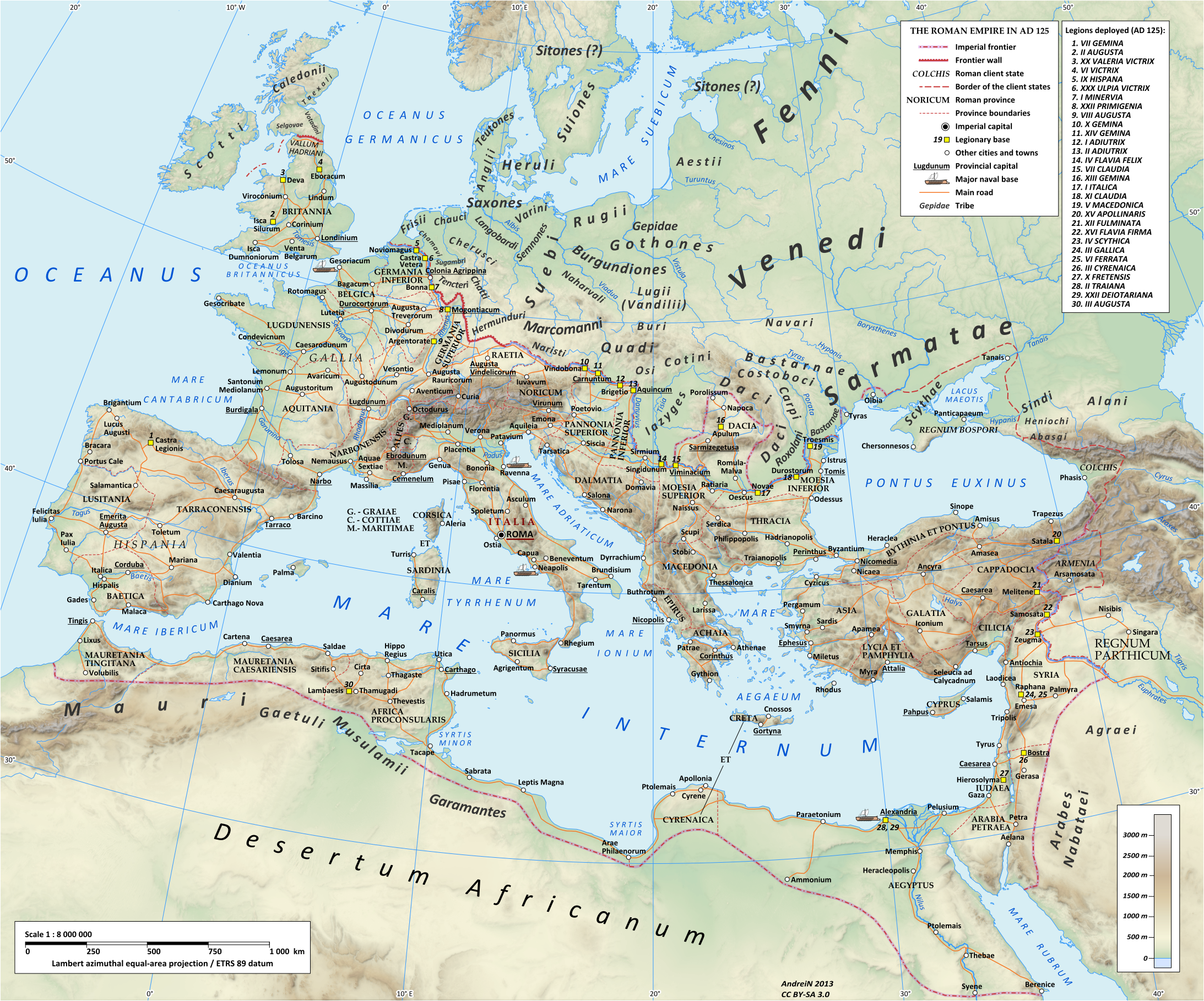
Carte de l'Empire romain sous l'empereur Hadrien, montrant l'emplacement des anciennes tribus berbères : Mauri (Maures), Musulamii (Musulames) et Garamantes.

Les causes exactes de ce qu'il est convenu d'appeler la « guerre de Tacfarinas » ne sont pas connues. Comme le rappelle Jean-Marie Lassère,, les auteurs antiques sont particulièrement peu diserts sur les origines précises du conflit. Seul Tacite accorde à cette guerre un développement littéraire suffisant dans les Annales. Les autres sources sont particulièrement maigres puisque Pline et Dion Cassius l'ignorent totalement. Dans son récit, Tacite ne cherche pas spécialement à démêler quels purent être les motifs d'un conflit de sept ans.
Tacite écrit (Annales, II, 52) : « Cette même année (17) la guerre commença en Afrique. Les insurgés avaient comme chef un Numide nommé Tacfarinas, C’était un Numide, déserteur des armées romaines, où il avait servi comme auxiliaire. Il réunit d’abord, pour le vol et le butin, des bandes vagabondes, accoutumées au brigandage : bientôt il sut les discipliner, les ranger sous le drapeau, les distribuer en compagnies ; enfin, de chef d’aventuriers, il devint général des Musulames. ».
Ronald Syme suggérait que l'absence d'informations sur les causes précises provenait de la source de Tacite : selon lui, il s'agissait des acta senatus, de brèves notices d'histoire intérieure où les développements étiologiques n'avaient pas leur place.
Selon Jean-Marie Lassère, on distingue dans l'historiographie moderne trois grands axes explicatifs :
- les partisans plus ou moins nuancés d'une opposition civilisationnelle consubstantielle insoluble, et donc conflictuelle (Pietro Romanelli, Martin Percival Charlesworth, Robert G. Picard), relevant d'une forme d'essentialisme historique un peu désuet.
- la question du contrôle des terres agricoles opposant mode de vie urbain et agriculture sédentaire des Italiens installés en Afrique du nord au mode de vie semi-nomade fondé sur l'agropastoralisme des Berbères (Luigi Cantarelli, R. M. Haywood, Albino Garzetti, Louis Harmand, Marguerite Rachet, Paul Petit). Pour Marcel Bénabou, c'est le colonialisme foncier de Rome qui est à l'origine de la guerre. Mais il faut noter dès lors que la question de la mise en coupe réglée des terres du plateau tunisien n'était qu'une vision de l'esprit et loin d'être une réalité en 17 apr. J.-C. : la politique coloniale d'Auguste avait été très prudente dans la région afin de ne pas y perturber les équilibres anciens. La colonisation à proprement parler ne commença en réalité que sous les Flaviens, comme en témoignent les prospections de surface et le matériel céramique dans les régions concernées[15].
- à l'inverse des deux tendances précédentes, la théorie de Géza Alföldy, selon qui c'est au contraire l'arrêt de la politique d'urbanisation romaine et une administration provinciale trop timorée, trop peu généreuse, qui provoquèrent l'impatience des Musulames et des Cinithiens déjà partiellement romanisés (Tacfarinas était après tout un auxiliaire romain, à l'origine).

Selon Jean-Marie Lassère, il faut délaisser Tacite et les modèles interprétatifs menant à des anachronismes pour en réalité s'intéresser à la situation précise des années 10-15 apr. J.-C., soit les dernières années du règne d'Auguste et la transition avec celui de Tibère. Précisément, il suppose que les origines du conflit sont à chercher dans l'ouverture, sous la direction du proconsul Lucius Nonius Asprenas, d'une route stratégique à travers les steppes du sud de l'Africa, déjà contrôlées militairement par Rome, mais non encore peuplées de colons puisque l'arpentage ne remonte qu'à 29-30 apr. J.-C., après la guerre contre Tacfarinas. La construction de cette route entre Tacape, Capsa et Ammaedara (où était campée la IIIe Légion Auguste) était une initiative d'Auguste, comme l'attestent les bornes milliaires de la région, dont la pose finale se fit - d'après les titulatures impériales qui y figurent - entre la mort de l'empereur le 19 août 14 apr. J.-C. et sa divinisation le 14 septembre de la même année. L'ouverture de cette route est selon l'auteur le seul événement connu qui ait pu entraîner une sédition.
Cette nouvelle voie avait un rôle stratégique, servant ainsi de couloir de circulation pour que les troupes des hiberna castra d'Ammaedara puissent patrouiller le long d'icelle entre Gafsa et Gabès. La route barrait surtout de manière ferme la zone de passage entre la mer des Lotophages et le chott El-Djerid, appelé par Hérodote lac du Triton. J.-M. Lassère en conclut que « Loin d'être à cette époque un conflit à propos de la possession des terres, la guerre de Tacfarinas paraît puiser ses origines dans une rivalité pour le contrôle d'axes de déplacement pour les uns, de surveillance pour les autres, sans peut-être (et même sûrement du côté romain) que les protagonistes aient eu une nette conscience de la complexité des données ».
Vers l'an 17, Tacfarinas soulève les populations Musulames, rallié notamment par les principes Musulamiorum que le proconsul Dolabella fit plus tard exécuter pour l'exemple. Tacfarinas avait servi dans les troupes romaines avant de déserter pour prendre la tête des populations révoltées qu'il disciplina et organisa en armée régulière. Face au mécontentement des populations semi-nomades administrées par les Romains, Tacfarinas fédéra les populations numides et libyques, les Musulames, et les Cinithiens localisés dans l'actuelle région de l'Arad , ainsi que leurs voisins maures qui avaient pour chef Mazippa, contre l'armée romaine. L'insurrection s'étendit de la petite Syrte à l'est jusqu'en Maurétanie à l'Ouest. Ces peuples voyaient d'un très mauvais œil la tentative de maîtrise des populations nomades par les romains. Ces derniers essayaient d'une part de les contrôler et, d'autre part, d'implanter des sédentaires sur le parcours des nomades et semi-nomades, ce qui avait pour conséquence le refoulement de ces populations vers le Sahara.

La guerre, fondée sur la tactique du harcèlement (guérilla), dura sept ans et illustre les nombreuses révoltes berbères qui eurent lieu durant l'époque romaine. Impuissants à y mettre fin et à se saisir du général berbère, les romains usèrent, comme de coutume, d'artifices afin de créer des dissensions parmi les tribus révoltées en promettant des concessions de terres. C'est finalement le proconsul Cornelius Dolabella qui terminera la guerre en assiégeant le fortin de Tacfarinas, situé à Auzia (à l'Est de Sour El Ghozlane) vraisemblablement en l'an 24 apr. J.-C.

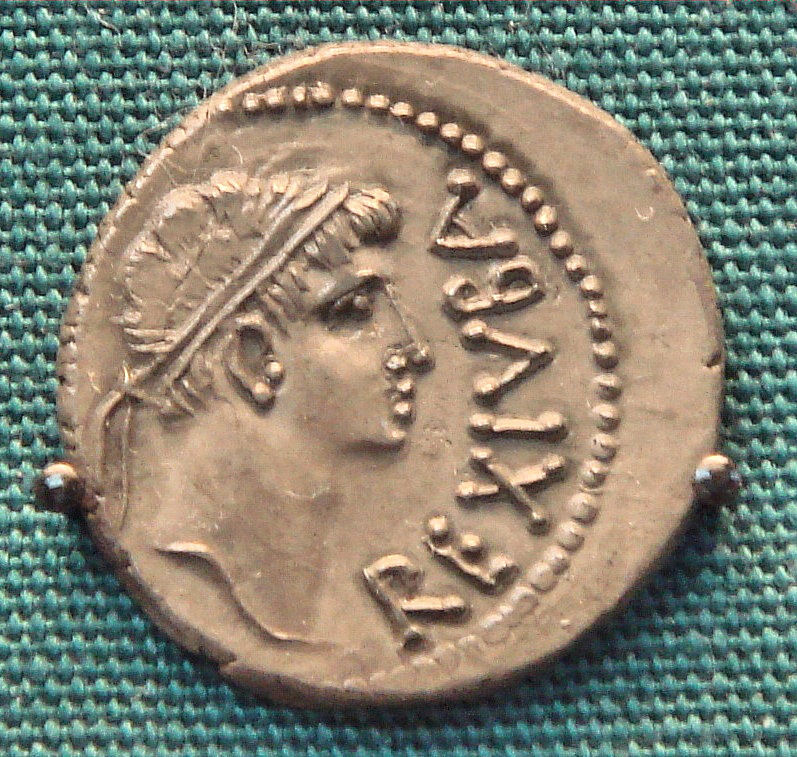
Monnaie de Juba II de Maurétanie
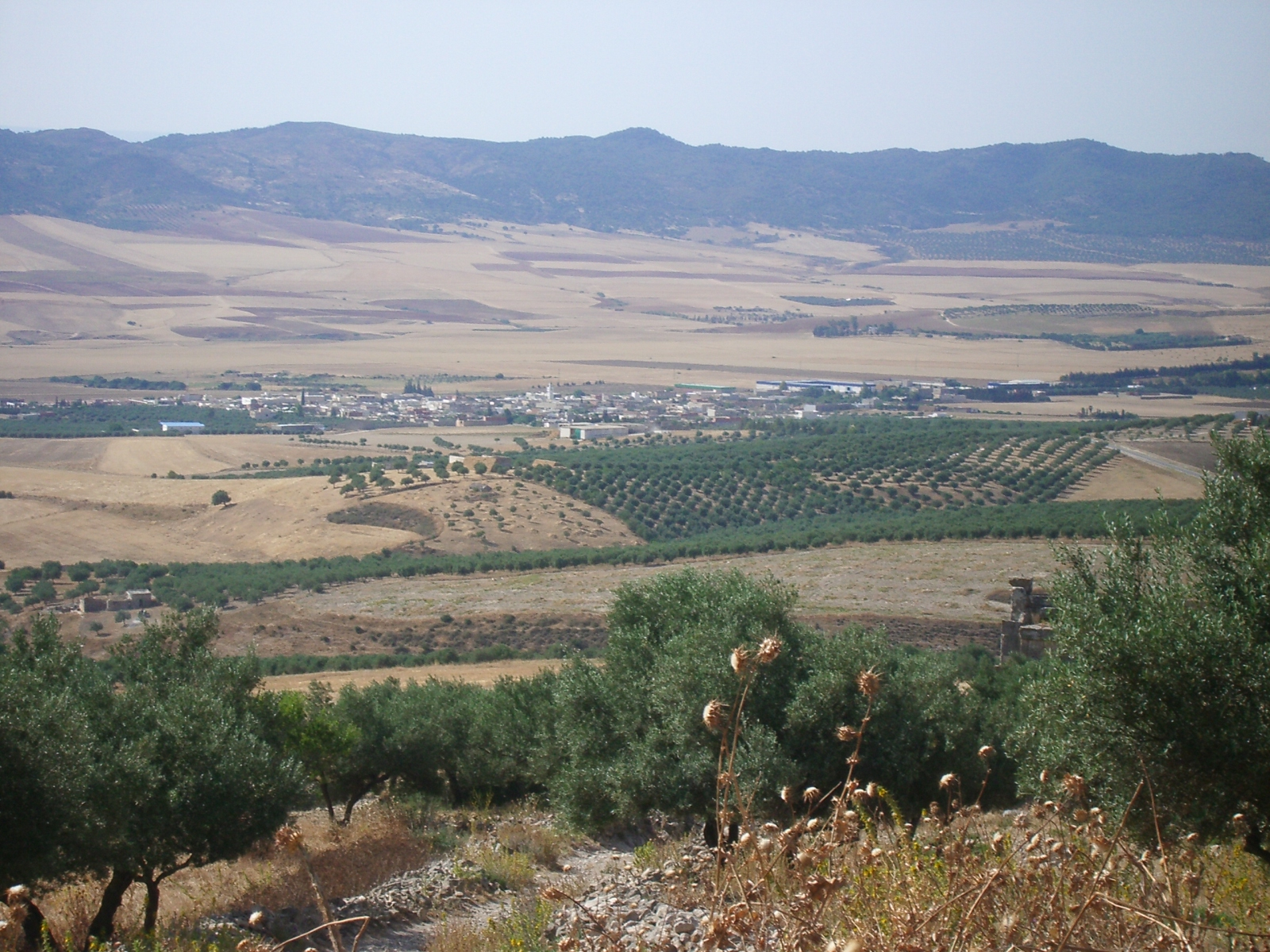
Vue de Téboursouk, sur le plateau tunisien
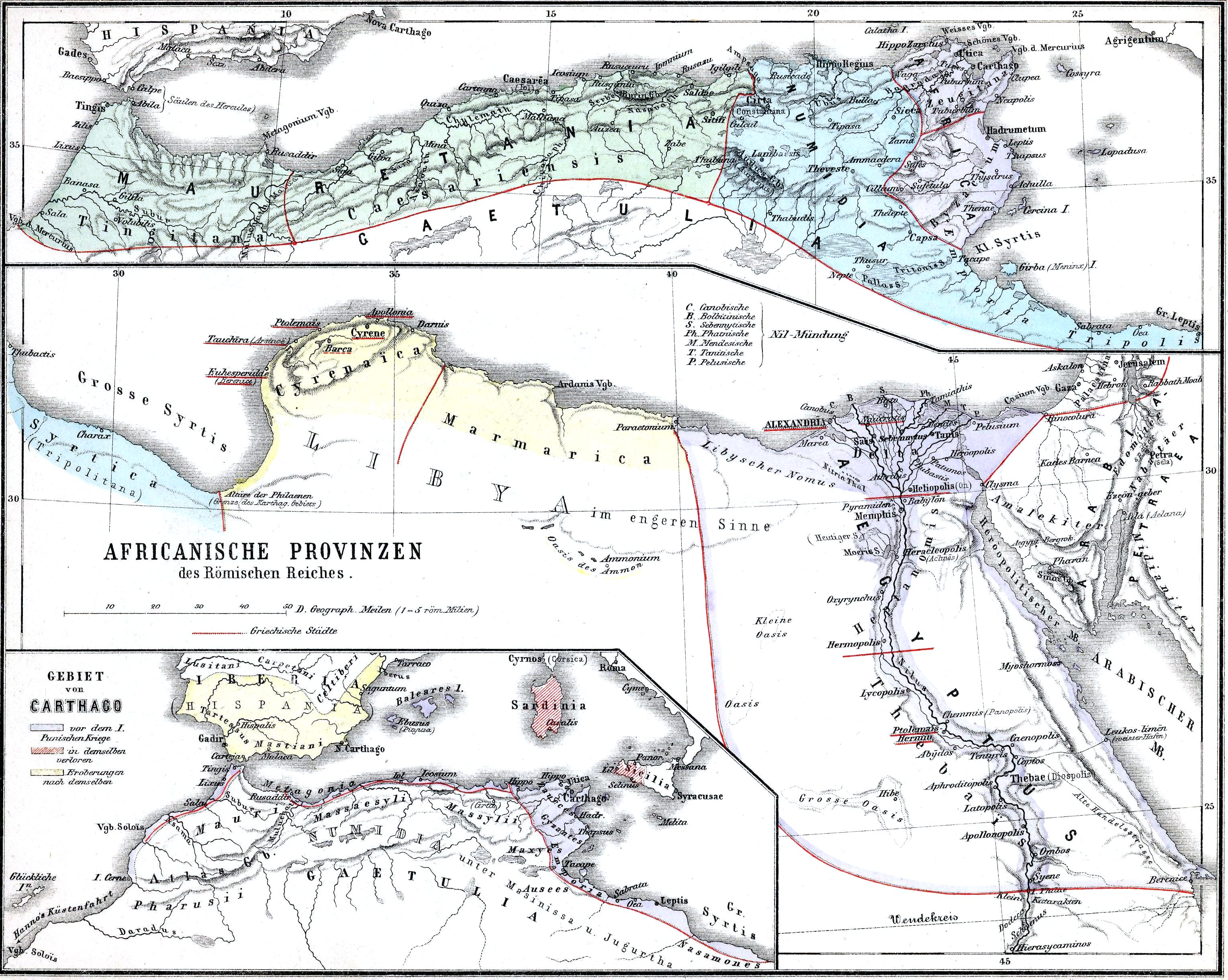
Carte de l'Africa Vetus et des royaumes clients de Numidie et de Maurétanie.  À l'époque de la révolte de Tacfarinas, la Numidie a déjà été intégrée à la province d'Africa Proconsularis.
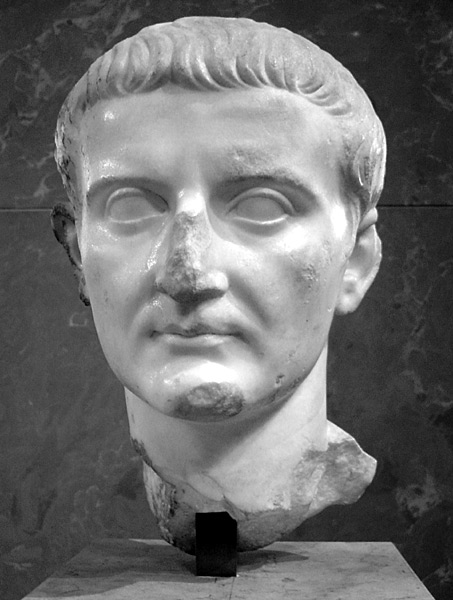
Buste de l'empereur romain Tibère.

### Proconsulat de Marcus Furius Camillus (15-17 apr. J.-C.)
Au cours de son service militaire dans les troupes auxiliaires, Tacfarinas décide de déserter et de rassembler autour de lui divers brigands et maraudeurs, lançant avec cette troupe quelques petits raids sur le territoire romain. Utilisant son expérience dans l'armée romaine, il semble avoir organisé sa bande, dont la taille croit régulièrement, en unités distinctes, lui donnant valeur d'armée à proprement parler. Le principal tournant politique du début de l'insurrection intervient lorsque les différents clans des berbères Musulames le reconnaissent comme chef et se rallient à son projet.
Tacfarinas gagne rapidement le soutien des voisins occidentaux des Musulames, les Maures, dont un nombre substantiel se joignent à lui sous l'égide d'un chef appelé Mazippa qui semble avoir été en rébellion contre le roi Juba II de Maurétanie. Rapidement, les Cinithiens se joignent à leur tour à la force grandissante, qui gagne en organisation : d'un côté, Tacfarinas met sur pied une force armée sur le modèle de l'armée romaine, tandis que les chefs berbères, notamment Mazippa, dirigent des troupes ayant conservé le mode d'organisation traditionnel des Maures et lance de nombreux et profonds raids dans le territoire provincial de Rome.
En 17 apr. J.-C., le proconsul d'Afrique, Marcus Furius Camillus, fait donc face à une situation inquiétante : la menace est cette fois-ci bien plus sérieuse que les traditionnels raids frontaliers des tribus du désert et elle est numériquement plus importante que la Légion III Auguste dont il dispose, sans qu'il puisse pour l'heure répondre à la stratégie de Tacfarinas, basée sur des raids éclair et par nature insaisissables. Malgré l'infériorité numérique, Marcus Furius Camillus table sur l'entrainement et l'efficacité professionnelle de l'armée romaine et cherche à faire accepter à Tacfarinas une bataille rangée décisive. Il met alors en train son armée hors des camps de stationnement. Tacfarinas, persuadé que la combinaison de la tactique romaine et des meilleurs éléments de l'armée nomade était de taille à affronter la légion, engage le combat, mais subit alors une brutale déroute. Si Tacite ne donne pas de détails sur le déroulement précis du combat, il est probable que la ligne d'infanterie numide ait été rapidement brisée par la charge d'infanterie légionnaire. Tacfarinas est contraint de se réfugier dans le désert avec les restants de sa force, et Camillus se voit offrir les honneurs triomphaux par l'empereur.
La défaite de 17 ne met pas un terme aux velléités de Tacfarinas et s'engage alors une longue lutte au cours de laquelle le chef berbère table sur la mobilité de ses troupes pour dévaster des parts du territoire romain et se replier rapidement, interdisant à l'armée régulière de Rome de le rattraper, refusant la bataille rangée. Tacfarinas gagne progressivement le soutien d'une part croissante des populations nomades et tribales de l'arrière-pays numide et maurétanien. La conséquence la plus notable pour la province est économique : au cours de la guerre, les prix du grain semblent atteindre des sommets, du fait des destructions agricoles opérées par l'armée insurgée, Tacite relate ainsi des émeutes frumentaires à Rome en 19 apr. J.-C.,.

### Proconsulat de Lucius Apronius (18-20 apr. J.-C.)
En 18 apr. J.-C., Marcus Furius Camillus termine sa charge de proconsul d'Afrique et est supplanté par Lucius Apronius. La même année, Tacfarinas entreprend de nouveaux raids en profondeur, détruisant les villages attaqués puis disparaissant dans le désert avant de pouvoir être atteint par l'armée romaine. Fort de ce succès, confiant, il entreprend le siège en règle d'un fort romain sur la rivière Pagyda (dont la localisation n'est pas connus), tenu par la IIIe cohorte de la Légion III Auguste. Son commandant, un certain Decius, probablement le centurion primipile, juge alors disgracieux que des Romains soient soumis au siège par des déserteurs et ordonna une sortie, afin de forcer les lignes adverses. L'opération est un échec et la troupe romaine est rapidement contrainte au repli dans les murs du fort du fait de la supériorité numérique des forces insurgées. Decius, réprimandant ses porte-drapeaux et enseignes pour n'avoir pas tenu leur place et leur ligne, ordonne à ses hommes de le suivre, malgré les blessures dont il souffre alors, notamment une flèche dans l'œil. Se lançant seul face à l'ennemi, il est alors tué, tandis que la cohorte se replie malgré l'ordre de leur commandant. Lucius Apronius, apprenant la nouvelle de cette indiscipline, fit décimer la troupe pour punir la lâcheté et couardise. La punition, selon Tacite, eut des effets salutaires : peu après, Tacfarinas assiégea un autre fort, à Thala. Les assiégés, 500 vétérans de la légion, expulsèrent rapidement l'armée berbère.
Face à ce revers impressionnant, il semble que Tacfarinas ait pris conscience de son incapacité à mener des opérations de guerre conventionnelle contre l'armée romaine, plus entraînée et disciplinée, plus équipée aussi ; il fait alors le choix d'en revenir à une stratégie de guérilla et de harcèlement, alternant raids et retraites rapides, attaquant les lignes de provisions à l'arrière, afin de susciter frustration, impatience et épuisement dans l'armée romaine. Par ailleurs, cette stratégie permet à Tacfarinas de disposer d'un butin considérable et de réserves alimentaires pour stabiliser son dispositif de guerre. Il s'établit alors vraisemblablement aux confins du royaume de Maurétanie, État-client de Rome. Il y rencontre alors un fort détachement de cavalerie légère auxiliaire, commandée par le fils même du proconsul, Lucius Apronius Caesianus, alors tribun militaire laticlave de la troisième légion auguste. Tacfarinas est alors battu sur place et est contraint de se replier vers le massif des Aurès, abandonnant l'essentiel de son butin et de ses réserves sur place. Pour cette victoire, Lucius Apronius (le père) fut récompensé en 20 apr. J.-C. par les honneurs triomphaux.

### Proconsulat de Quintus Junius Blaesus (21-23 apr. J.-C.)
À l'occasion de ce nouveau revers, Tacfarinas forme une ambassade qu'il envoie à Rome pour offrir la paix en échange du retour des terres prises récemment par Rome pour lui et ses troupes. Il est douteux d'imaginer que les troupes de Tacfarinas, majoritairement issues du monde semi-nomade et pratiquant l'agropastoralisme itinérant, aient souhaité se sédentariser. Il s'agissait probablement d'un retour à leurs espaces de pâtures et de transhumance traditionnels. En cas de rejet de l'accord par Rome, Tacfarinas avertit l'empereur qu'il mènera une guerre sans fin contre lui. Malgré la nature de l'offre de Tacfarinas, qu'on peut considérer comme sérieuse et à la mesure de l'enjeu, Tibère fut au contraire outré et profondément choqué par la proposition ; elle provenait en effet d'un déserteur, issu du commun, qui ne disposait d'aucune forme de légitimité à discuter des termes d'un traité de paix comme s'il avait été chef d'un État. L'offre fut donc rejetée sur place et les hostilités reprirent. Tibère demanda alors au Sénat de nommer un général expérimenté pour commander la province d'Afrique et sa légion contre Tacfarinas, afin d'en être débarrassé définitivement. C'est Quintus Junius Blaesus qui fut choisi, ancien gouverneur de Pannonie, connu pour avoir réchappé à la mutinerie de ses troupes lors de l'accession au trône impérial de Tibère en 14 apr. J.-C. ; la nomination de Quintus Junius Blaesus semble ne pas être totalement étrangère à son neveu, Séjan, alors préfet du prétoire et homme de confiance de Tibère. Pour atteindre les buts de guerre fixés par l'empereur, ce dernier détache au nouveau proconsul une légion supplémentaire, la Légion IX Hispana, transférée depuis la Pannonie, ainsi que ses cohortes auxiliaires. La force romaine présente en Afrique passe alors de 10 000 à 20 000 hommes. L'empereur autorise par ailleurs Blaesus à offrir l'amnistie générale et le pardon à tous les associés de Tacfarinas qui se rendraient à lui. Le sort de Tacfarinas serait cependant différent puisqu'il devait être capturé ou tué à tout prix.
Dès son arrivée en Afrique, Quintus Junius Blaesus fait publier son offre d'amnistie. La tactique s'avère payante, puisque de nombreux soutiens et alliés de Tacfarinas se rendent. Le proconsul met en place, dans le même temps, une nouvelle tactique visant à mettre la main sur cet ennemi fuyant et insaisissable. Grâce au doublement de ses forces, il couvre bien mieux les limites du territoire romain et surveille avec plus de précision les entrées de Tacfarinas. Il divise son armée en trois divisions couvrant respectivement l'ouest, le centre, et le sud de la frontière. Il fait bâtir de nombreux forts, des castella, de petites dimensions, destinés à accueillir seulement une centurie (environ 80 hommes). Les tours de garnison sont organisés pour durer un an, au lieu d'une occupation à la saison haute (mars - octobre) habituellement pratiquée. Ce dispositif a pour but de maintenir une pression constante sur les bandes de Tacfarinas, grâce à une mobilité accrue et à une meilleure connaissance des confins désertiques. Ce système, qui a pu être comparé au déploiement des blockhouses britanniques au cours de la guerre des Boers, contraint à annuler virtuellement la stratégie de Tacfarinas,.
La stratégie de Blaesus est rapidement couronnée de succès, puisqu'en 22, le frère de Tacfarinas est capturé. À la suite de ce succès, le proconsul ordonne à ses troupes de se rassembler et de former les quartiers d'hiver dans la province. Tibère considère alors que le conflit est terminé et accorde à Blaesus le privilège rare d'adopter le titre honorifique d'imperator parmi ses cognomina. Il s'agit de la dernière attestation de ce titre en dehors d'un membre de la famille impériale. Quand Blaesus revient à Rome à la fin de sa charge, en 23 apr. J.-C., il fut aussi décoré des honneurs triomphaux (décernés donc pour la troisième fois donc au cours du conflit). L'empereur ordonne dans le même temps le retrait de la Légion IX Hispana d'Afrique, convaincu qu'elle ne sera plus nécessaire ; Tacite estime que cette décision est le résultat d'une confiance exagérée et d'un optimisme trop grand de la part du proconsul et de l'empereur, alors même que les forces de Tacfarinas - lui-même toujours libre - étaient loin d'être réduites à néant.

### Proconsulat de Publius Cornelius Dolabella: bataille finale et mort de Tacfarinas

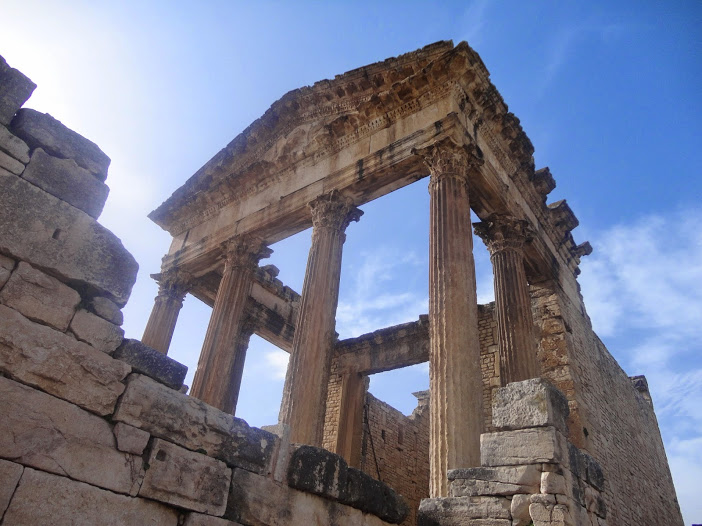
Téboursouk (actuelle Tunisie), une des possibles location de l'ancienne Thubuscum, fort romain qui fut assiégé par les forces de Tacfarinas en 24 avant J-.C.

Rapidement, le choix de Tibère et de Blaesus de retirer la Legion IX Hispana s'avèra mauvais. Le nouveau proconsul, Publius Cornelius Dolabella, arrivé en poste en 24 apr. J.-C., fait immédiatement face à la même menace que ses prédécesseurs. La grande force de Tacfarinas est en effet le réservoir démographique et militaire que constitue l'espace de nomadisme, semi-désertique, dans lequel il est établi depuis le début de la guerre ; de même, il est facile pour lui de mobiliser chez ces populations un sentiment anti-romain menant à un engagement dans le conflit, du fait de l'expansion récente ayant rogné leurs terres traditionnelles. Malgré les nombreuses défections du fait de l'amnistie proposée par Blaesus, l'armée de Tacfarinas avait été en fait rapidement reconstituée et s'était muée en une forme de force de « libération nationale » fondée sur l'unité des berbères contre Rome. Tacfarinas usa d'ailleurs du retrait de la Légion IX Hispana pour répandre la rumeur d'un effondrement de l'Empire, de révoltes dans d'autres provinces, afin d'inciter les hésitants à se joindre à lui, clamant que les garnisons restantes pourraient être aisément expurgées de la région. Ce discours, mêlant désinformation d'une part et résistance anti-romaine fut particulièrement efficace, causant le ralliement de nombreux guerriers Maures auparavant fidèles à Ptolémée de Maurétanie, jeune fils de Juba II, ayant succédé à son père entre-temps. Dans le même temps, de nombreux paysans libo-phéniciens, qui constituent les couches sociales les plus pauvres des sociétés nord-africaines de l'époque, quittent leurs champs pour se joindre à l'insurrection. Tacfarinas semble aussi avoir reçu un soutien officieux du souverain des Garamantes, en théorie allié de Rome ; les profitables prises de guerre de Tacfarinas incitèrent probablement le roi à ne pas dissuader ses troupes de se joindre à celles des insurgés. Malgré l'urgence, Dolabella ne réclame pas à Tibère d'annuler le retrait de la Légion IX Hispana, probablement par peur de contredire l'empereur et de lui exposer les faiblesses de la situation en Afrique.
Au printemps 24, Tafcarinas, confiant, met le siège devant la forteresse romaine de Thubursicum, site identifié comme Teboursouk en Tunisie ou Khamissa en Algérie. Dolabella dépêche immédiatement toutes ses forces pour faire lever le siège. À nouveau, les forces berbères sont incapables de soutenir la charge de l'infanterie romaine et d'organiser une logistique de siège viable ; ils sont rapidement mis en déroute par la charge de la Légion III Auguste et dispersés vers l'ouest et vers la Maurétanie. Le proconsul se lance alors à la poursuite de Tacfarinas afin de couper la tête de la révolte, conscient que la guerre ne pourrait s'acheter tant qu'un dirigeant serait en vie. Le gouverneur fait alors appel à Ptolémée de Maurétanie, dans le royaume duquel Tacfarinas s'est caché. Dolabella divise ses forces en quatre colonnes avançant en parallèle pour couvrir le plus de territoire possible, encadrées par des contingents d'éclaireurs montés chargés de quadriller les espaces entre les différentes divisions. Cette stratégie paye rapidement, puisque Dolabella apprend que Tacfarinas s'est réfugié dans le fort à moitié ruiné d'Auzea (Sour El Ghozlane, en Algérie), que les troupes de Tacfarinas avaient incendié plus tôt dans le conflit. Reproduisant la stratégie de Lucius Apronius Caesanius quelques années avant, Dolabella détache rapidement un fort escadron de cavalerie légère et d'infanterie légère pour approcher le fort discrètement, de nuit, grâce au couvert permis par la forêt l'entourant. À l'aube, la force romaine pousse le cri de guerre et charge en ordre de bataille vers le fort, dans lequel les Numides sont pris dans la désorganisation et la surprise ; les assiégés sont massacrés au diapason de la frustration accumulée par l'armée romaine après des années d'une guerre de harcèlement à plusieurs occasions humiliante. La garde rapprochée de Tacfarinas est massacrée au cours du combat, son fils est fait prisonnier ; le chef des insurgés se suicide alors en se jetant sur les lances de ses adversaires.

## Conséquences du conflit mené par Tacfarinas

### Économiques: la centuriation et l'appropriation des sols du plateau tunisien
La mort de Tacfarinas enterre les éventuels espoirs des populations Musulames de mettre un terme à l'avancée romaine sur leurs terres ancestrales. Au lendemain de cette dernière bataille, Dolabella fait débuter le processus de recensement fiscal et de distribution de terres agricoles soumises à l'impôt foncier romain sur le plateau tunisien. Cette politique arrive à son terme en 29-30 apr. J.-C., comme l'attestent les nombreuses bornes de centuriation et bornes miliaires mises en place par les constructeurs et agrimensores romains. Ces terres agricoles s'étendent jusqu'au Chott el Jerid aux confins méridionaux de la province. La région est alors largement convertie pour servir la production de blé, et les tribus nomades sont expulsées de leurs anciennes terres de pâture.

### Politiques: la fin du royaume client de Maurétanie et la provincialisation des territoires maures et berbères

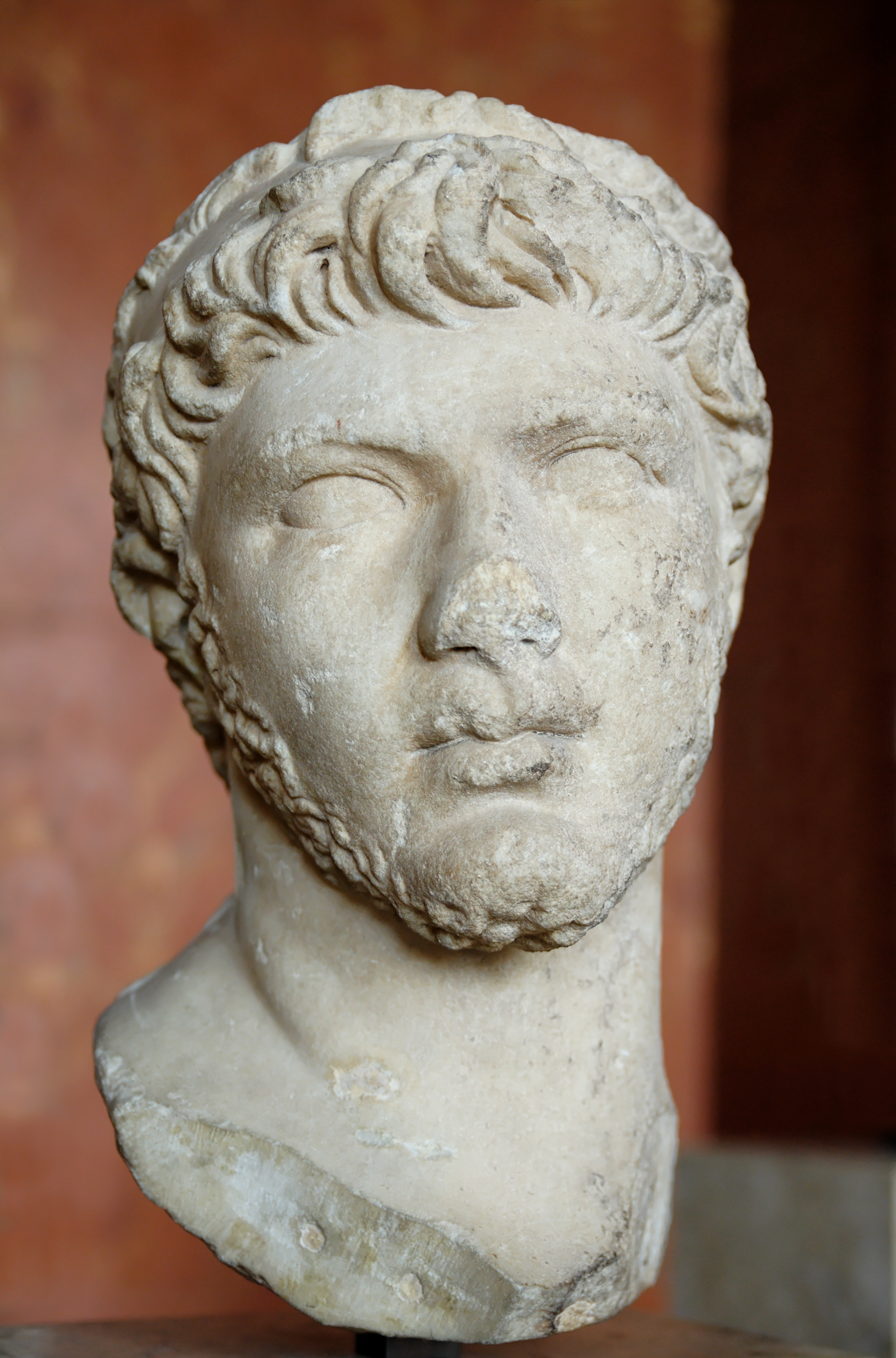
Buste du roi Ptolémée de Maurétanie, fils de Juba II.

Publius Cornelius Dolabella, auréolé de sa victoire, demanda au Sénat romain les honneurs triomphaux, qui lui furent refusés à la demande de Tibère, possiblement car une telle récompense aurait fait déplu à Séjan, préfet du prétoire, puisqu'elle aurait terni l'éclat de la victoire de son oncle, Quintus Junius Blaesus quelques années plus tôt. Par ailleurs, le fait que la guerre ait repris après que l'empereur l'ait considérée et déclarée comme close a pu jouer en défaveur de la demande de Dolabella.
Les Garamantes, craignant que leur soutien tacite et officieux à Tacfarinas n'ait été révélé aux Romains, envoyèrent rapidement une ambassade à Rome pour démontrer leur loyauté. Ptolémée, roi de Maurétanie, fut récompensé pour sa fidélité par le titre de « rex, socius et amicus populi Romani », soit « roi, allié, et ami du peuple romain », en vertu de son rôle de souverain client. À l'occasion, pour montrer sa gratitude, le Sénat accorda à Ptolémée la tenue de l'ancien rituel : un sénateur fut désigné pour apporter depuis Rome des cadeaux et insignes royaux (les regalia) : un bâton d'ivoire et une toga picta (toge intégralement teintée de pourpre, brodée d'or). L'ironie veut que c'est cette même toge pourpre qui causa la chute de Ptolémée : selon Suétone, plusieurs années après, vers 40 apr. J.-C., le roi de Maurétanie aurait porté cette toge en visite à Rome alors qu'il était l'invité de Caligula. Quand les deux souverains firent leur entrée ensemble dans l'amphithéâtre, l'habit suscita l'admiration de la foule pour le roi-client. Caligula, dérangé et jaloux, aurait alors ordonné l'exécution immédiate du roi. Au-delà de cette explication superficielle de Suétone, il est plus probable que le gouvernement romain ait été préoccupé par la richesse et le prestige croissants de Ptolémée. Inquiet pour le contrôle de la région et pour la docilité de leur client, l'empereur l'aurait alors fait éliminer pour qu'il ne fît pas d'ombre à son propre pouvoir. Dion Cassius conforte cette interprétation, expliquant cette exécution par la richesse croissante du roi, ayant fait récemment frapper des monnaies d'or, ce qui était pourtant une prérogative traditionnelle du chef d'un État indépendant, ce que n'était pas la Maurétanie. Enfin, la généalogie royale de Ptolémée achève d'expliquer son exécution ; en effet, du côté de son père, Ptolémée de Maurétanie descend directement de l'ancienne dynastie numide fondée par Massinissa. Du côté de sa mère, il est le petit-fils de Marc-Antoine, ultime rival politique d'Auguste au cours des guerres civiles romaines du Ier siècle av. J.-C., et de Cléopâtre VII Philopator, dernière pharaon de l'Égypte indépendante. Cette double ascendance lui donnait un fort prestige pour éventuellement développer un axe politique berbère contre Rome, ancré à la fois sur les dynasties berbéro-numides et sur l'Égypte. La popularité de Ptolémée était en effet allée croissante depuis son accession au trône seize ans plus tôt. Son exécution déclencha d'ailleurs une révolte anti-romaine, entre 40 et 44 apr. J.-C., sous l'égide d'Aedemon, tantôt décrit comme un affranchi ou comme un prince maure. Cette révolte s'avéra là aussi ardue à faire cesser, et nécessita les efforts de Caius Suetonius Paulinus et de Cnaeus Hosidius Geta, deux des plus brillants généraux du Ier siècle apr. J.-C. ; la fin de la révolte en 44 fut l'occasion pour Claude, successeur entre-temps de Caligula, d'annexer définitivement le royaume de Maurétanie, la divisant en deux provinces distinctes : Maurétanie Césarienne et Maurétanie Tingitane. Par ce fait, il intègre définitivement à l'Empire les territoires situés entre l'Africa et la péninsule Ibérique ainsi que l'intégralité des populations berbères qui les parcourent.

#### Sources antiques
- Tacite, Annales, II–IV
- Dion Cassius, Roman History
- Suétone, Vie des douze Césars

#### Sources contemporaines
- (en) Michael Brett et Elizabeth Fentress, The Berbers, 1996
- (en) C. R. Whittaker, « Roman Africa: Augustus to Vespasian », dans The Cambridge Ancient History, Cambridge University Press, 1996 (ISBN 9781139054386, DOI 10.1017/CHOL9780521264303.022, lire en ligne), p. 586-618
- (en) Michael Grant, Introduction to Penguin Classics translation of Tacitus' Annales, 1996
- (en) Paul A. Holder, « Auxiliary deployment in the reign of Trajan », Dacia New Series, vol. 50,‎ 2006, p. 141-174 (lire en ligne, consulté le 8 octobre 2018)
- Jean-Marie Lassère, Africa, quasi Roma : 256 av. J.-C - 711 apr. J.-C., CNRS Editions, 9 avril 2015, 786 p. (ISBN 978-2-271-07689-2, lire en ligne)
- Jean-Marie Lassère, « Un conflit « routier » : observations sur les causes de la guerre de Tacfarinas », Antiquités africaines, vol. 18, no 1,‎ 1982, p. 11-25 (ISSN 0066-4871, DOI 10.3406/antaf.1982.1082, lire en ligne, consulté le 8 octobre 2018)
- (en) Wouter Vanacker, « Conflicts and instability in Roman Africa and Gaius' realpolitik », LATOMUS, biblio.ugent.be,‎ 2013, p. 17 (lire en ligne, consulté le 8 octobre 2018)